# 帕爾季扎尼 (錫涅利尼科沃區)
48°9′49″N 35°42′58″E / 48.16361°N 35.71611°E
帕爾季扎尼（烏克蘭語：Партизани），是烏克蘭的村落，位於該國中部第聶伯羅彼得羅夫斯克州，由錫涅利尼科沃區負責管轄，分別距離新切爾尼吉夫西克1公里和捷爾薩2公里，海拔高度156米，2001年人口70。